# 白麒
白麒（1488年—？），字子仁，直隸永平衛軍籍，直隸永平府盧龍縣人，明朝政治人物。

## 生平
正德八年（1513年）癸酉科順天鄉試第六十二名舉人，十二年（1517年）中式丁丑科會試第四十四名，三甲第一百五十八名進士。吏部觀政，授寧陽縣知縣，十五年（1520年）調章丘縣知縣。

## 家族
曾祖白福聚；祖父白禮；父白瑄，母趙氏。具慶下。弟白麟、白鳳。